# ایسیک (رود)
ایسیک (به قزاقی: Issyk) یک رود است که در قزاقستان واقع شده‌است.